# Bohodukhiv rajon
Bohodukhiv rajon (ukrainsk: Богодухівський район, tr. Bohodukhivskij rajon) er en af 7 rajoner i Kharkiv oblast i Ukraine, hvor Bohodukhiv rajon er beliggende i det nordvestlige hjørne af oblasten. Efter Ukraines administrative reform fra juli 2020 er den tidligere Bohodukhiv rajon nu udvidet med andre nærtliggende rajoner, så det samlede befolkningstal for Bohodukhiv rajon er nået op på 128.400.